# ماسيمو موردوكا
ماسيمو موردوكا (بالإنجليزية: Massimo Murdocca)‏ (2 سبتمبر 1984 في أستراليا - ) هو لاعب كرة قدم أسترالي في مركز الوسط. شارك مع منتخب أستراليا تحت 17 سنة لكرة القدم ومنتخب أستراليا تحت 20 سنة لكرة القدم ومنتخب أستراليا الوطني لكرة القدم تحت 23 سنة. أما مع النوادي، فقد لعب مع نادي بريزبان رور ونادي جنوب ملبورن وCarlton SC ‏ وAvondale FC ‏ وManningham United Blues FC ‏.

## وصلات خارجية
- ماسيمو موردوكا على موقع قاعدة بيانات كرة القدم.إي يو (الإنجليزية)